# Nueva Carteya
Nueva Carteya es un municipio español de la provincia de Córdoba, Andalucía. Su extensión superficial es de 69,18 km² y tiene una densidad de 78,56 hab/km². Cuenta con una población de 5307 habitantes (INE 2024).
La principal actividad económica es la agricultura, en especial el cultivo del olivo. Está enclavado en un marco geográfico cuna de muchas civilizaciones anteriores, como íberos, visigodos y romanos. Su creación estuvo basada en la cesión de unas tierras a habitantes de Baena.

## Geografía
Integrado en la comarca de Campiña Este - Guadajoz, se sitúa a 50 kilómetros de Córdoba. El término municipal está atravesado por la carretera N-432, en el pK 322, y por carreteras locales que permiten la comunicación dentro del territorio y con los municipios vecinos. 
| Noroeste: Castro del Río | Norte: Castro del Río | Nordeste: Baena |
| Oeste: Castro del Río    |                       | Este: Baena     |
| Suroeste: Castro del Río | Sur: Cabra            | Sureste: Baena  |

El relieve del municipio es montuoso, al estar integrado en el Sistema Subbético. El río Guadajoz hace de límite por el extremo norte, mientras que el río Guadalmoral marca el límite oriental con Baena. La altitud oscila entre los 804 metros al suroeste, en el límite con Cabra y Castro del Río, y los 230 metros a orillas del río Guadajoz. El pueblo se alza a 452 metros sobre el nivel del mar. 

## Orígenes
Los orígenes de Nueva Carteya se sitúan en el reparto de Monte Horquera. Este reparto fue fruto de una larga preparación y un proceso que puede sintetizarse en los siguientes pasos:

### Pasos previos al reparto de Monte Horquera

#### Petición de los vecinos de Baena al Rey Fernando VII el 15 de junio de 1816
La demanda exigía que se dividiese a suertes el Monte Horquera, el Montecito y las Cañadas. En 1817, se realizó un peritaje de las tierras, pero las dificultades causadas por las autoridades municipales retrasaron e impidieron que culminase el proceso en un primer momento.

#### Auto del juez de Primera Instancia (agosto 1820)
El ayuntamiento de Baena hizo entrega a los administradores previamente elegidos de toda la documentación relativa al Monte. Dos meses después los vecinos presentaron en el consistorio un memorial solicitando el reparto del Monte Horquera y el Montecito y el 19 de diciembre de 1820 el Ayuntamiento recibe un oficio del Jefe Superior Político de Córdoba acompañado de una instancia de varios vecinos.

#### 10 de marzo de 1821
Tras las discrepancias entre vecinos y Ayuntamiento, se celebra un pleno bastante agitado, pero que da lugar al establecimiento del acuerdo de que la Comisión de Hacienda auxiliada por otros regidores y vecinos formen el plan de reparto. La reacción de los administradores fue la de abandonar sus puestos.

#### 13 de agosto de 1821
El perito agrimensor municipal D. José Serrano, presentó la memoria y la subdivisión que había resultado de la negociación previa. Y se citó a los vecinos el jueves 16 de agosto a las cinco de la mañana para comenzar la tan esperada división de todas las tierras del Monte Horquera entre los vecinos de Baena.

### El reparto de Monte Horquera
Llegada la fecha fijada, el día 16 de agosto de 1821, tuvo lugar el esperado reparto, conocido como uno de los acontecimientos de mayor trascendencia en la historia de Baena y que más tarde asentaría el origen del municipio de Nueva Carteya.
En la puerta del Ayuntamiento se situó un tablado donde desde las primeras horas de la mañana tomaron asiento el pleno del consistorio, vicario eclesiástico y curas y párrocos, además de los alcaldes de los barrios que dieron comienzo al acto.
El proceso duró dos días consecutivos y todos los vecinos mientras tanto procuraban no perderse ni un solo minuto llenando todos los balcones y el recinto de la plaza de la Constitución. Tras estas dos jornadas, un redoble de tambor produjo el silencio y el pregonero anunció que iba a tener lugar el sorteo. Sus palabras fueron vitoreadas al grito de viva el Rey, viva la Constitución y vivan las Autoridades. Se procedió entonces a introducir las 3894 papeletas que designaban cada una de las parcelas en las que se había dividido el terreno, en otras tantas bolitas de madera que eran depositadas en una vasija que había sido preparada a tales efectos.
Lo primero en sortearse fueron las parroquias en el siguiente orden: San Pedro, Sta. María la Mayor, el Salvador, Albendín, Monte Horquera, San Bartolomé y Santa Catalina. Con el padrón delante, un vecino iba sacando cada una de las bolas de madera que eran anotadas al margen de cada nombre. Previniendo la larga duración que iba a tener el sorteo, se anunció que se daría un descanso y se acordó que el Ayuntamiento se iría relevando por mitades. Finalmente, cincuenta y tres horas más tarde se puso fin a este sorteo siendo las diez y media de la noche del día 18 de agosto de 1821.
Finalizada la extracción de las suertes también se anotaron las bolas que tras el reparto quedaron en la vasija, fruto de previsiones previas por si algún vecino no hubiera sido en un primer momento incluido en el padrón del sorteo. El sorteo finalizó sin alteraciones y sin ninguna reclamación y de él se levantó un acta que suscribieron las autoridades allí presentes y todos los testigos que quisieron dar fe del acto.

## Historia
Nueva Carteya se sitúa en una extensa zona en la que los restos arqueológicos encontrados testimonian un asentamiento que podría remontarse a tiempos prehistóricos, pero será durante la Edad Antigua cuando estas tierras alcancen su mayor importancia.
Su lugar estratégico, rodeado por altos cerros, permitió que culturas como la íbera, la romana o la visigoda tomaran esta zona como lugar ideal para la defensa y control del resto de sus territorios. Testimonio de ello son los numerosos restos arqueológicos hallados en los puntos más altos de la villa, la plaza de Armas y El Higuerón, y que actualmente se conservan en el Museo Arqueológico de Córdoba.
Así pues, esculturas ibéricas entre las que destacan tres leones realizados en piedra caliza, junto con monedas y cerámicas romanas, dan fe de la intensa actividad que existió en este lugar. Otro de los hallazgos más importantes de esta etapa es el acueducto que conectaba la plaza de Armas con Ucubi (Espejo).
De la Edad Media se conservan una estela sepulcral visigoda en caliza blanca, procedente de la necrópolis de las canteras del siglo VI. La torre del Puerto, así como varias espadas encontradas, reflejan también las luchas que enfrentaron a los bandos árabe y cristiano durante los siglos XIII y XIV.
En 1641 fueron vendidas las tierras sobre las que hoy se asienta el municipio al Concejo de Baena por el Rey Felipe IV.
En la Edad Moderna, el Monte Horquera constituía una extensa zona de pastos y dehesas de encinas, en los que la clase aristócrata disfrutaba de sus múltiples cacerías y en la que se construyó la ermita de San Pedro que data de finales del siglo XVII o principios de XVIII.
Finalmente, el pueblo de Nueva Carteya se funda en 1822 por el clérigo baenense Diego Carro, bajo el nombre de Aldea de San Juan, y sería más tarde cuando tomaría su actual nombre.

### Fundación de Nueva Carteya

#### Fechas y acontecimientos claves
El 30 de noviembre de 1821 tiene lugar el acuerdo del Cabildo de Baena que dispone la fundación de una aldea. El precursor de la idea fue el representante de la Diputación Provincial, marqués de Cabriñana con el objetivo de acabar con la dispersión de la población asentada por todo el monte. Se acordó delimitar un terreno apropiado para edificar as casas y se indemnizó a los dueños de las parcelas elegidas para ello y utilizando los sobrantes del reparto del Monte Horquera.
El 6 de diciembre de 1821, se celebra un pleno en el que se fija la ubicación exacta para el emplazamiento de la aldea y comienzan a proponerse algunos nombres como "San Juan" o "Decisión" y que se encontraría junto a la posada de Gachas y el Cortijo de Tomás Ortega.
El 6 de marzo de 1822 en la sesión de la Diputación Provincial, se acuerde comunicar al Ayuntamiento de Baena que en plazo de 15 días deje señalado el sitio elegido que, en el caso de no hacerlo habría de pagar una multa. Se encarga a Diego Carro la planificación y dirección de la obra correspondiente y la construcción del nuevo pueblo.
En octubre del mismo 1822 Diego Carro dio cuenta a la Diputación de lo que había realizado y presentó un plano topográfico junto al boceto de la iglesia, que más tarde sería la Parroquia de San Pedro Apóstol. A final del mes D. Diego Carro tomó una serie de decisiones que serían definitivas para el nuevo pueblo:
- Que llevaría el nombre de Nueva Carteya
- Que se diera nombre a sus calles reservándose una de ellas para D. Diego Carro en homenaje a su labor prestada y que finalmente tuvo su nombre en el paseo de Don Diego Carro.
- Que los ejidos del nuevo pueblo se ampliasen, tomando 40 o 50 fanegas en sus proximidades.

#### Autonomía de Nueva Carteya
Cuando llega la restauración del gobierno absolutista de Fernando VII y tras la declaración de nulidad de todos los actos llevados a cabo durante el Trienio Liberal, el reparto del Monte Horquera corría peligro ya que un intendente de la provincia pretendía anularlo. La confirmación real que dio validez al reparto llegó el 17 de mayo de 1828 por medio de un oficio del intendente el cual contenía una Real Orden de 26 de marzo sobre la validación del reparto del Monte. Asimismo se otorgó a los colonos los fueros y privilegios de "nuevos pobladores". Esta situación enfrentó a los colonos del monto, los habitantes de la nueva villa y al Ayuntamiento de Baena por la cuestión de la recaudación de impuestos, aunque este finalizó cuando se creó el municipio de Nueva Carteya como un municipio pedáneo de Baena que alcanzó sus objetivos a través de una resolución del Real Acuerdo de la Chancillería de Granada de 27 de octubre de 1832 que creó un ayuntamiento independiente.
En diciembre de 1832 los vecinos eligieron a su primer alcalde, D. Francisco Arrebola.

### Deslinde de Baena con Nueva Carteya: División territorial 1859-1866
En julio de 1859 el alcalde de Baena manifestó que con el fin de dar a conocer la riqueza de la villa de Baena y la de Nueva Carteya se dispuso la redacción de una nota que quedase marcada en los libros y que mostrase como resultado de la autonomía de la Villa la concesión de 70 suertes que componían un total de 1851 fanegas de tierra (5553 hectáreas) en las que gravitaba la contribución que resultó del reparto de los terrenos en un primer momento.
En agosto de 1859 se produce la entrada a trámite del expediente sobre el deslinde de ambas localidades, la villa de Nueva Carteya y la localidad de Baena.
En mayo de 1860 el alcalde de Nueva Carteya manifestó que había pedido informes al alcalde de Baena sobre el deslinde que se trataba de efectuar en los dos términos. El edil baenense respondió que carecía de datos suficientes sobre el número de hectáreas de tierra que le pertenecían a la villa de Nueva Carteya. Esta cuestión suspende el acuerdo que tramita el Ayuntamiento de Baena hasta que se decidiese dicha cuestión. Las diligencias de 1844 se refieren a la carencia del término que Nueva Carteya reclamó pero que no se llevó a efecto. No obstante, los informes que en su favor dieron a Doña Mencía, Castro del Río, Cabra y Montilla. 

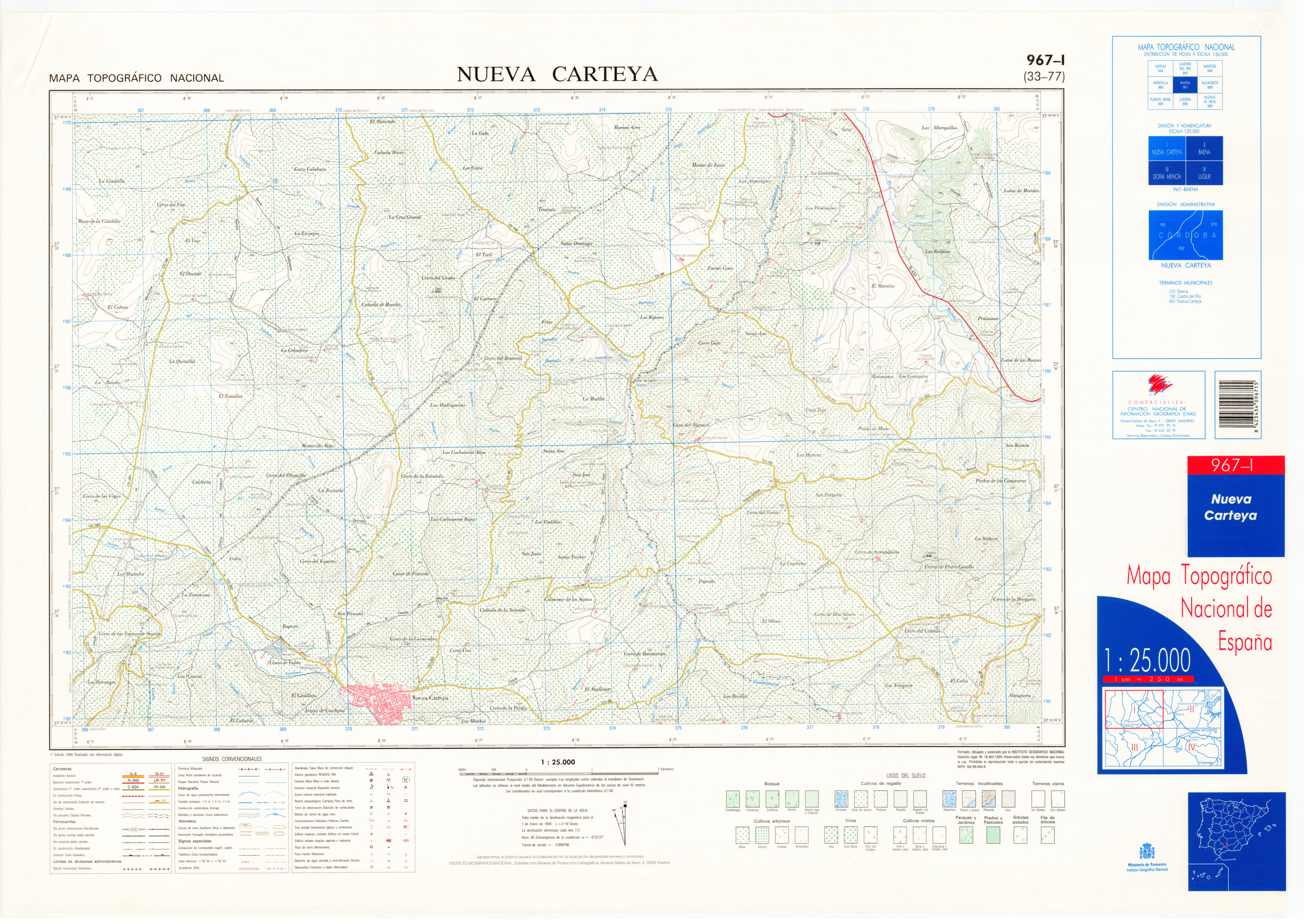
Mapa topográfico de Nueva Carteya

En julio de 1860, el Ayuntamiento de Montilla dio las respectivas razones que dotaron tres leguas a la población de Nueva Carteya y no extendiéndose su término hacia la misma, sino a tres cuartos de legua colindando con el término de Castro del Río que es uno de los mayores de la zona seguidos de los de Baena y Cabra.
En septiembre de 1860, varios vecinos de Baena manifiestan al gobierno local que si se adoptaba el deslinde y la división prevista, ello supondría perjuicios para la población que tuviesen terrenos entre ambas villas. Por ello, piden que se suspenda la división hasta que el Ayuntamiento realizara la señalización concreta del territorio y se estableciese el modo de aprovechamiento de las tierras mancomunadas.
Se previene a los Ayuntamientos de Baena y Nueva Carteya que si en el día que hubiese de realizarse la división no se efectuase, se acordase por orden del Gobierno lo que procediese con arreglo al censo de la población de ambos municipios y al vado de los terrenos comunicándose lo decidido al Ingeniero de Montes con el fin de que en la propuesta estuviesen conformes las partes.
En enero de 1861, el Informe del Ingeniero manifestó las exigencias de ambas partes y se tomó un término medio. Se establece conceder a Nueva Carteya un total de 2000 fanegas provocando fijar los límites que la topografía de los dos pueblos ofrezca como más naturales. El concejo provincial manifestó por su parte que estaba de acuerdo con el Ingeniero de Montes. El resultado fue la aprobación de las bases de la división contando que no hubiese nuevas reclamaciones.
El Ayuntamiento de Nueva Carteya, promueve la demanda sobre el deslinde, una vez hecha la división del término, que es seguida por todos sus trámites y entablada a apelación ante el Concejo que desestima dicha demanda. Una vez terminado el incidente que interrumpió la marcha de este expediente se oficia al Ingeniero de Montes para que pase a hacer el amojonamiento de los términos de Baena y Nueva Carteya bajo las bases nombres las comisiones que en representación del territorio debían acompañar al Ingeniero.
En 1876, el alcalde de Baena del expediente sobre el deslinde de su término con el de Nueva Carteya incoada en el Gobierno Civil para poder comenzar con los trabajos de amojonamiento y de la providencia que requiriese de aprobación.
En 1877 el alcalde de Baena reprodujo una comunicación en la que se manifiesta que para formar el nuevo amurallamiento se hace preciso la demarcación del término con el de Nueva Carteya habiendo desaparecido las señales que se pusieron en abril y mayo de 1861, las mismas que se volvieron a modificar en 1865 y para cuya delimitación se había nombrado al Ingeniero de Montes.
Pese a que todos los trámites se llevan a cabo entre mediados y finales del siglo XIX, hasta mediados del siglo XX no se hace efectivo el deslinde de la Villa de Nueva Carteya y la de Baena de manera efectiva y a todos los efectos pertinentes en lo que se refiere a la división territorial de los términos municipales.

#### Publicación del deslinde el 7 de enero de 1947. Diario la Opinión
El 27 de diciembre de 1946 se produjo el deslinde de manera oficial del término municipal de Nueva Carteya del término de Baena. Así fue concedido por el gobierno del Caudillo de España. Este trabajo fue dirigido por el Ingeniero y geógrafo Don Baldomero de Blas y el Topógrafo Don Francisco Horno. Al deslinde asistió una comisión del Ayuntamiento de Cabra que se compuso del primer teniente alcalde D. Luis Cabello Vannereau y el secretario don Rafael Moreno de La Hoz junto a los concejales D. Andrés Piedra Lama, D. Manuel López Peña y D. Rafael Jiménez Cantero.
La celebración de los hechos se compuso de una misa celebrada en la parroquia de San Pedro de Nueva Carteya el día 29 de diciembre y al término del mismo tuvo lugar un banquete a cargo del Círculo Filarmónico Pepe Morillo Mesa. En los actos de celebración se mostró el agradecimiento a Dios y al Caudillo por la justicia concedida a la villa, dándose por terminado el acto con vivas a España y a Franco.

#### Publicación de la concesión del término municipal a la villa de Nueva Carteya el 7 de mayo de 1953
En mayo de 1953 el Consejo de Ministros del 25 de abril en Sevilla concede a la villa de Nueva Carteya el término municipal integrado por los terrenos que anteriormente le habían sido otorgados y que reciben el nombre de 'Monte Horquera'. Todos los vecinos mostraron su alegría con la decisión y felicitaron al alcalde D. Antonio Merino. También se manifiestan los agradecimientos al Caudillo de España quien también ratifica la concesión del término días después de la celebración del Consejo.

## Demografía
Nueva Carteya cuenta con una población de 5307 habitantes (INE 2024).
| Gráfica de evolución demográfica de Nueva Carteya entre 1842 y 2021 |
| |
| Población de derecho según los censos de población del INE Población de hecho según los censos de población del INEEntre el censo de 1897 y el anterior, crece el término del municipio porque recibe algunas entidades de Baena por Acuerdo de la Diputación de 19 de noviembre de 1894 |

El número de personas extranjeras empadronadas en Nueva Carteya es de 50, siendo el principal país de procedencia Rumanía con un 34 % respecto al total de extranjeros. 
En cuanto a los movimientos migratorios, a fecha de 2020, el número de emigraciones fue de 72 y el de inmigraciones de 77.
Respecto a las tasas de mortalidad y natalidad las cifras son 46 defunciones y 44 nacimientos.
La villa de Nueva Carteya en el año 1842 experimenta incrementos notables, en 1842 había 1088 habitantes, una cifra que en 1950 (como se observa en el gráfico inferior) es casi seis veces mayor, aunque las distintas fuentes consultadas varían sus cifras. Según el INE, en 1950 la población de Nueva Carteya era de 5958, pero según el estudio "Nueva Carteya, ciudad amigable con las personas mayores"  esta cifra alcanza los 6541, siendo este el máximo de habitantes que ha tenido la localidad. En los años posteriores, se experimenta un trasvase de trabajadores del campo a ciudades industrializadas, unido a que la tasa de mortalidad era más alta que la de natalidad.
La población estacional máxima es una estimación de la población máxima que soporta Nueva Carteya. En el cálculo se introducen personas que tienen algún tipo de vinculación con el municipio, que no tiene por qué ser habitacional, es decir, no tienen por qué habitar en él. Pueden además de residir, acudir a trabajar, estudiar o pasar algún periodo de tiempo en la localidad. Los datos son publicados por el Ministerio de Hacienda y Administraciones Públicas.
El INE cuenta con datos del padrón municipal de 2020. El 71,48 % de los habitantes que actualmente se encuentran empadronados en Nueva Carteya (3818) han nacido en el municipio, el 27,30 % han emigrado a Nueva Carteya desde distintas ciudades de España. El 23,01 % (1229) emigraron desde otros municipios de la provincia de Córdoba; el 1.39 % (74) desde otras provincias de la comunidad de Andalucía; el 2,90 % (155) desde otras comunidades autónomas y el 1,22 % (65) han llegado a la localidad desde otros países.
El municipio tiene una superficie de 69.33 km2. En 2022 tenía una población de 5347 habitantes y una densidad de 77.12 hab/km2.
En cuanto a la vivienda, el número de viviendas familiares principales es de 2073 y el número de transacciones inmobiliarias a una vivienda nueva (2020) fue de 27.

## Economía

### Evolución de la deuda viva municipal
| Gráfica de evolución de Deuda viva del Ayuntamiento de Nueva Carteya entre 2008 y 2019                                |
| |
| Deuda viva del Ayuntamiento de Nueva Carteya en miles de Euros según datos del Ministerio de Hacienda y Ad. Públicas. |

### Datos socioeconómicos
Según los datos facilitados por el SEPE con fecha de enero de 2022 los datos de empleo registrados en Nueva Carteya revelan que el número de parados ascendía a 159. Del total 6 hombres y 8 mujeres menores de 25 años; 30 hombres y 45 mujeres de entre 25 y 44 años y 40 hombres y 30 mujeres mayores de 45 años. Respecto a los sectores, 50 personas se dedicaban a la agricultura, 6 a la industria, 23 a la construcción, 61 al sector servicios y 19 sin empleo anterior.

## Administración y política
Tras las elecciones municipales Archivado el 26 de marzo de 2019 en Wayback Machine. de 2019, el alcalde es D. Vicente Tapia Expósito, quedando el reparto de concejales así:
| Partido político   | 2019   | 2019       | 2019 |
| Partido político   | %      | Concejales |      |
| Izquierda Unida    | 67,35  | 9          |      |
| Partido Socialista | 27,79  | 4          |      |
| Partido Popular    | 4.35 % | 0          |      |

En 2015, las elecciones municipales otorgaron la alcaldía a D. Vicente Tapia Expósito, quedando así el reparto:  
| Partido político   |        | 2015       |  |
| Partido político   | %      | Concejales |  |
| ------------------ | ------ | ---------- |  |
| Izquierda Unida    | 64,39  | 9          |  |
| Partido Socialista | 28,97  | 4          |  |
| Partido Popular    | 5,93 % | 0          |  |

En 2011, las elecciones municipales Archivado el 26 de marzo de 2019 en Wayback Machine. dieron la alcaldía a D. Vicente Tapia Expósito, quedando el reparto de la siguiente forma:  
| Partido Político   |         | 2011       |  |
| Partido Político   | %       | Concejales |  |
| ------------------ | ------- | ---------- |  |
| Izquierda Unida    | 60,88 % | 8          |  |
| Partido Socialista | 30,63 % | 4          |  |
| Partido Popular    | 7,31 %  | 1          |  |

En 2007, tras las elecciones municipales la alcaldía fue para D. Vicente Tapia Expósito, que gobernó en minoría, con el apoyo del Partido Popular, que en este caso apoyó la lista más votada. El reparto quedó de la siguiente manera: 
| Partido Político    |       | 2007       |  |
| ------------------- | ----- | ---------- |  |
| Partido Político    | %     | Concejales |  |
| Izquierda Unida     | 46,85 | 6          |  |
| Partido Socialista  | 42,35 | 6          |  |
| Partido Popular     | 7,08  | 1          |  |
| Partido Andalucista | 3,23  | 0          |  |

Las concejalías del Ayuntamiento de Nueva Carteya a fecha de 1 de enero de 2021 son:
- Urbanismo, Agricultura y Medio Ambiente con José Pérez Burrueco
- Festejos y Tradiciones con Herminia López Luque
- Educación y cultura con Pilar Ruíz Ramírez
- Deporte, seguridad y movilidad con Francisco Pérez Pavón
- Igualdad, Comunicación y Participación ciudadana con Vicente López Ramírez
- Portavocía y juventud con Eduardo García Roldán
- Bienestar social, turismo y comercio con Anabel Tapia Priego
- Economía y Hacienda con Helena Amo Oteros

## Equipamientos y servicios públicos
El número de centros educativos en Nueva Carteya se encuentra dividido de la siguiente forma:
- Centro de primer ciclo de Educación Infantil, de 0 a 3 años: Escuela Infantil Clara Campoamor
- Centro educativo de educación infantil y primaria de 3 a 12 años: CEIP Francisco García Amo
- Centro educativo de educación secundaria obligatoria, de 12 a 16 años: IES Cumbres Altas
- Centro de educación secundaria obligatoria: Escuela de Adultos José Pérez Arenas. A este acuden personas de más de 18 años para alfabetizarse y prepararse para las pruebas de obtención del graduado en ESO
- Centro de Servicios Sociales que cuenta con una trabajadora social y una educadora social.
- Biblioteca Municipal Pública.
- Casa de la Cultura y Juventud.
- Centro Guadalinfo: Presta un servicio público formativo de carácter tecnológico para todo el municipio.
- Piscina Municipal: Abierta durante los meses de junio/julio-septiembre.
- Polideportivo Municipal San Pedro: para prácticas deportivas varias.
- Centro de Participación Activa del Mayor: realiza actividades dedicadas a encuentros intergeneracionales.
- Parque Biosaludable: Adaptado para personas mayores.
- Rutas de Senderismo señalizadas
- Protección Civil.[9]

## Patrimonio
- León de Nueva Carteya. Es una escultura realizada en piedra caliza. Su longitud es de 114,5 cm.; altura, 61; grosor, 23 cm. Data del siglo IV a. C.. Se encontró a 6 km de Nueva Carteya, en las obras de la carretera de Montilla, Córdoba.
- Ermita Torre de los Santos. Declarada bien de interés cultural.
- Ermita de San Pedro (S. XVII)
- Parroquia de San Pedro Apóstol. Templo de estilo neoclásico acabado en 1836 y ampliado en 1960, año al que corresponde su fachada que ostenta una portada neobarroca. Interiormente tiene planta de cruz latina, cuyo crucero cubre una bóveda vaída. El retablo mayor, de finales del XVIII, es de gusto neoclásico, y se trajo hace pocos años desde el santuario cordobés de la Virgen de la Fuensanta.
- Yacimiento Romano de El Higuerón
- Mercado Municipal
- Museo Histórico Local
- Escultura del León de Nueva Carteya

### Patrimonio Histórico Andaluz
- Ver catálogo